# Internet Adult Film Database
Internet Adult Film Database, ou simplesmente IAFD, é um banco de dados na internet sobre filmes e estrelas pornográficas. A ideia de montar esse banco de dados sobre o cinema pornô foi de Peter Van Aarle, que morreu em 2005. Peter começou a formar essa base de dados no ano de 1981. Em 1999, o site ganha sua primeira versão. O banco de dados em 2007 era de cerca de oitenta mil fichas de filmes e um número semelhante de atores e diretores da área.